# Craugastor sandersoni
Espèce
Synonymes
- Eleutherodactylus sandersoni Schmidt, 1941

Statut de conservation UICN

 EN A2ace : En danger
Craugastor sandersoni est une espèce d'amphibiens de la famille des Craugastoridae.

## Répartition
Cette espèce se rencontre jusqu'à 1 160 m d'altitude dans les sierras del Mico, de Santa Cruz et de las Minas au Guatemala et les montagnes Maya au Belize.

## Description
Le mâle holotype mesure 67 mm.

## Étymologie
Cette espèce est nommée en l'honneur d'Ivan T. Sanderson qui a collecté l'holotype.

## Publication originale
- Schmidt, 1941 : The amphibians and reptiles of British Honduras. Field Museum of Natural History. Publication Zoological series vol. 22, no 8, p. 475-510 (texte intégral).